# Хинкли (Илиноис)
Хинкли (енгл. Hinckley) град је у америчкој савезној држави Илиноис.

## Демографија
По попису из 2010. године број становника је 2.070, што је 76 (3,8%) становника више него 2000. године.
| Група             | 2000.         | 2010.         |
| Белци             | 1.916 (96,1%) | 1.917 (92,6%) |
| Афроамериканци    | 6 (0,3%)      | 10 (0,5%)     |
| Азијати           | 2 (0,1%)      | 8 (0,4%)      |
| Хиспаноамериканци | 50 (2,5%)     | 109 (5,3%)    |
| Укупно            | 1.994         | 2.070         |